# På Gud, och ej på eget råd
På Gud, och ej på eget råd är en psalmtext skriven 1757 av Christian Fürchtegott Gellert och översatt 1818 för 1819 års psalmbok av Johan Olof Wallin. Texten bearbetades 1981 av Eva Norberg.
Melodin i Haeffners koralbok (till 1819 års psalmbok) är komponerad omkring 1675 av Severus Gastorius och bearbetad av Johann Pachelbel.
I Koralbok för Nya psalmer, 1921 används denna melodi även för nr 537 Så långt som havets bölja går (1986 nr 414).

## Publicerad i
- 1819 års psalmbok som nr 252 under rubriken "Kristligt sinne och förhållande - I allmänhet: Förhållandet till Gud: Glädje i Gud och förnöjsamhet med hans behag under alla skiften".
- Svenska Missionsförbundets sångbok 1920 som nr 25 under rubriken "Guds faderliga vård"
- 1937 års psalmbok som nr 326 under rubriken "Trons glädje och förtröstan".
- Den svenska psalmboken 1986 som nr 555, efter bearbetning av Eva Norberg
- Psalmer och Sånger 1987 som nr 634 under rubriken "Att leva av tro - Förtröstan - trygghet".[1]